# Eidoporismus pulchellus
Eidoporismus pulchellus är en insektsart som beskrevs av Peter Esben-Petersen 1917. 
Eidoporismus pulchellus ingår i släktet Eidoporismus och familjen vattenrovsländor. Inga underarter finns listade i Catalogue of Life.